# Heribert Dietz
Heribert Dietz (* 18. April 1940 in Bonn; † 25. April 2019 in Krefeld) war ein deutscher Rechtsanwalt und hessischer Politiker (CDU).

## Leben
Heribert Dietz wuchs in Bornheim auf und studierte Jura an den Universitäten in Bonn, Köln und Lausanne sowie Verwaltungswissenschaft in Bochum, Manchester und London. Seit 1960 war er Mitglied der katholischen Studentenverbindung KDStV Bavaria Bonn. Er war Amtsleiter in der Stadtverwaltung Krefeld bis 1983. Die Zulassung als Rechtsanwalt erlangte er 1989 und Fachanwalt für Verwaltungsrecht war er seit 1992.
Mit der Historie seiner Heimatstadt Bornheim beschäftigte sich Dietz intensiv. Er publizierte Beiträge für die Jahrbücher des Rhein-Sieg-Kreises und hielt in Walberberg, wo es ein Dominikanerkloster gab, Vorträge über die Geschichte des Dominikanerordens.
Heribert Dietz war verheiratet und hatte zwei Kinder.

## Politik
Heribert Dietz war von 1983 bis 1989 Landrat des Rheingau-Taunus-Kreises. Dieser im Zuge der Gebietsreform in Hessen 1977 neugebildete Landkreis verlangte während seiner Amtszeit noch viel Aufmerksamkeit für die Neuorientierung und Harmonisierung der aus den Altkreisen übernommenen Strukturen. Für eine zweite sechsjährige Amtszeit trat er zur Wiederwahl an, verlor jedoch die Abstimmung im Kreistag gegen seinen Herausforderer Klaus Frietsch, dem er 1989 die Amtsgeschäfte übergab.

## Sonstige Ämter
Heribert Dietz war Gründer und Vorsitzender der Verkehrswacht Rheingau-Taunus und stand dem DRK-Kreisverband Rheingau-Taunus vor. Er wirkte mit in Gremien des Deutschen Städtetages und des Hessischen Landkreistags. Er war Lehrbeauftragter an der Fachhochschule für öffentliche Verwaltung und der Hochschule Niederrhein.

## Schriften
- Heribert Dietz: Das Deutsch-Französische Jugendwerk (DFJW-OFAJ). In: Rhein-Sieg-Kreis (Hrsg.): Jahrbuch des Rhein-Sieg-Kreises. Ausgabe 28, Jahrgang 2013, Edition Blattwelt, Reinhard Zado, Niederhofen 2012, ISBN 978-3-936256-52-9, S. 136–141 (hier: S. 136).
- P. Rufus Keller OP, Heribert Dietz, P. Gerfried Bramlage OP (Hrsg.): Dominikaner in Walberberg 1926–2007. 2014.

## Belege
1. ↑  Trauerportal RP-online
2. ↑  Bonner Generalanzeiger vom 15. September 2011: Gedichte, Musik und abstrakte Kunst

| Personendaten    | Personendaten             |
| ---------------- | ------------------------- |
| NAME             | Dietz, Heribert           |
| KURZBESCHREIBUNG | deutscher Politiker (CDU) |
| GEBURTSDATUM     | 18. April 1940            |
| GEBURTSORT       | Bonn                      |
| STERBEDATUM      | 25. April 2019            |
| STERBEORT        | Krefeld                   |